# Alfred Koetsjevski
Alfred Iosifovitsj Koetsjevski (Russisch: Альфред Иосифович Кучевский) (Moskou, 17 mei 1931 - aldaar, 15 mei 2000) was een Sovjet-Russisch ijshockeyer. 
Hij speelde gedurende zijn gehele carrière voor HC Krylja Sovetov Moskou.
In 1954 werd Koetsjevski wereldkampioen.
Koetsjevski won tijdens de Olympische Winterspelen 1956 in Cortina d'Ampezzo de gouden olympische medaille, dit toernooi was ook als wereldkampioenschap aangemerkt. 
Vier jaar later won Koetsjevski de bronzen medaille tijdens de Olympische Winterspelen 1960 in het Amerikaanse Squaw Valley achter de Amerikaanse ploeg.